# Henri Duchatel
Henri Duchatel, né le 17 mai 1884 à Mouscron et y décédé le 20 septembre 1933 fut un homme politique mouscronnois, membre du parti catholique.
Il fut administrateur des Assurances Populaires (1929), élu membre du conseiller communal à Mouscron (1921-32), élu député (1921-1929), coopté sénateur (1929-32) et réélu député (1932-mort).

## Sources
- Sa bio sur ODIS
- Eloge funèbre à la Chambre